# Fast page mode
Pour les articles homonymes, voir FPM.

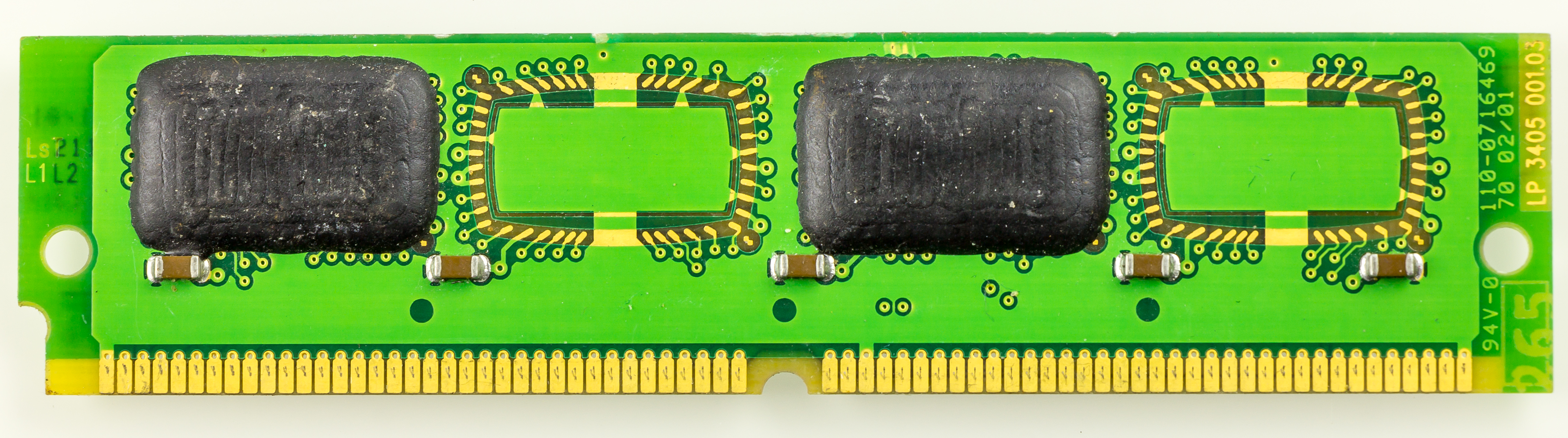
SIMM 30 FPM 4 MB

Le fast page mode (FPM ou FPM DRAM) est un type de mémoire DRAM asynchrone utilisé dans les PC jusqu'au milieu des années 1990.
Elle se présentait sous forme de barrettes SIMM 30 et 72 broches.
Ce type de mémoire a peu à peu été remplacé par l'EDO DRAM, plus rapide mais plus cher, remplacé lui-même par des mémoires SDRAM (des mémoires DRAM synchrones).